# Вальтер Мізера
Вальтер Мізера (нім. Walter Misera; 14 липня 1906, Фогельсгрюн — 27 вересня 1993, Нюрнберг) — німецький офіцер, оберстлейтенант вермахту. Кавалер Лицарського хреста Залізного хреста з дубовим листям.

## Біографія
1 серпня 1924 року вступив в 11-й піхотний полк. З 31 жовтня 1936 року — чиновник військово-адміністративної служби. При мобілізації 26 серпня 1939 року призначений командиром взводу 13-ї (піхотних гармат) роти 414-го піхотного полку. Учасник Польської та Французької кампаній, під час останньої був призначений командиром 11-ї, а потім 8-ї (кулеметної) роти 515-го піхотного полку. З червня 1941 року брав участь Німецько-радянській війні. З кінця 1941 року — командир 2-го батальйону 515-го піхотного полку. Взимку 1941/42 року відзначився у боях під Харковом, а 1943 року — на Міусі. 19 серпня 1943 року важко поранений. З 13 липня 1944 року командував 95-ю дивізійною групою, яка діяла на території Литви. Восени 1944 року група була перетворена на 278-й піхотний полк. Учасник боїв в районі Геля. З 1 травня 1945 року — командир бригади мисливців за танками. Воював в районі Гюстрова. 5 травня 1945 року був інтернований в Копенгагені, а потім переданий британським військам.

## Нагороди
- Шнур за відмінну стрільбу
- Медаль «За вислугу років у Вермахті» 4-го і 3-го класу (12 років)
- Залізний хрест
  - 2-го класу (20 квітня 1941)
  - 1-го класу (16 лютого 1942)
- Штурмовий піхотний знак в сріблі
- Медаль «За зимову кампанію на Сході 1941/42»
- Нагрудний знак «За поранення» в золоті
- Німецький хрест в золоті (29 березня 1943)
- Лицарський хрест Залізного хреста з дубовим листям
  - лицарський хрест (23 серпня 1943)
  - дубове листя (№569; 2 вересня 1944)
- Нагрудний знак ближнього бою в золоті (23 березня 1945)